# Binghamton Senators
Binghamton Senators – drużyna hokejowa grająca w American Hockey League w dywizji wschodniej, konferencji wschodniej. Drużyna ma swoją siedzibę w Binghamton w Stanach Zjednoczonych. Drużyna podlega zespołowi Ottawa Senators (NHL) i współpracuje z Elmira Jackals (ECHL).
- Rok założenia: 2002
- Barwy: czerwono-czarno-złote
- Trener: Dave Cameron
- Manager: Thomas Mitchell
- Hala: Broome County Veterans Memorial Arena

## Osiągnięcia
- Mistrzostwo dywizji: 2003, 2005
- Mistrzostwo konferencji: 2011
- F.G. „Teddy” Oke Trophy: 2003, 2005
- Puchar Caldera: 2011